# Eudule striata
Eudule striata là một loài bướm đêm trong họ Geometridae.